# Feldbahn Antung–Mukden
| Baldwin-Lokomotive der Feldbahn |                                                                        |                                       |                                  |
| Streckenverlauf (gelb markiert), 20. März 1910 |                                                                        |                                       |                                  |
| Streckenlänge: | 300 km                                                                 |                                       |                                  |
| Spurweite: | Bis 1911: Schmalspur 762 mm (2 Fuß 6 Zoll) Ab 1911: Normalspur 1435 mm |                                       |                                  |
| |                                                                        |                                       |                                  |
| \| \| 300 \| Mukden (heute Shenyang) \| Mukden (heute Shenyang) \| \| \| \| Tsao-ho-kon Übernachtungsstation \| \| \| \| 0 \| Antung (heute Dandong) \| Antung (heute Dandong) \| \| \| \| Fluss- und Überseehafen am Fluss Yalu \| \| |                                                                        |                                       |                                  |
| Kopfbahnhof Streckenanfang (Strecke außer Betrieb) | 300                                                                    | Mukden (heute Shenyang)               | Mukden (heute Shenyang)          |
| Bahnhof (Strecke außer Betrieb) |                                                                        | Tsao-ho-kon Übernachtungsstation      | Tsao-ho-kon Übernachtungsstation |
| Kopfbahnhof Streckenende (Strecke außer Betrieb) | 0                                                                      | Antung (heute Dandong)                | Antung (heute Dandong)           |
| |                                                                        | Fluss- und Überseehafen am Fluss Yalu |                                  |

Die Feldbahn Antung–Mukden war eine von 1904 bis 1911 betriebene militärische Schmalspurbahn mit einer Spurweite von 2 Fuß 6 Zoll (762 mm) von der Hafenstadt Antung (heute Dandong) an der Mündung des Flusses Yalu zur mandschurischen Stadt Mukden (heute Shenyang).

## Geschichte
Die Bahnstrecke Antung–Mukden war im ostasiatischen Krieg 1904 als schmalspurige Feldbahn angelegt worden, und China wollte Japan in der Nachkriegszeit daran hindern, sie als Vollbahn auszubauen. Es kam zu einem langwierigen Streit zwischen Japan und China über die Feldbahn, die das damals Japan gehörige koreanische Bahnsystem mit dem südmandschurischen verbinden und auch Port Arthur (heute Dalian-Lüshunkou) militär-strategisch absichern sollte.
Die Arbeiten an der Strecke begannen im Mai 1905, da das japanische Heer den Transport von Nachschub vereinfachen wollte und die meisten Straßen selbst bei trockenem Wetter nicht befahrbar waren. Die Bahnlinie wurde 1906 bis Mukden fertiggestellt, als die verbleibenden 50 Kilometer von einer japanischen Gesellschaft angelegt wurden und später Verbesserungen in Form von Planierungen, Umleitungen durch Einschnitte und dem Wiederaufbau der wackeligen Brücken vorgenommen wurden.
Die 300 km (187 Meilen) lange Strecke zwischen den Endstationen wurde mit etwa 16 km/h an zwei aufeinanderfolgenden Tagen in zwei Etappen zurückgelegt, weil das Befahren der gefährlichen Strecke nach Einbruch der Dunkelheit mit einem erheblichen Risiko verbunden gewesen wäre. Da praktisch keine Fracht befördert wurde und die durchschnittliche Zahl der Fahrgäste pro Zug bei etwa zwanzig lag, konnte die Feldbahn die Betriebskosten kaum decken.
In einem Zusatzabkommen zum Pekinger Vertrag vom 22. Dezember 1905 erhielt Japan das Recht auf den Ausbau und den 18-jährigen Betrieb der während des russisch-japanischen Kriegs gebauten schmalspurigen Feldbahn Antung–Mukden entsprechend den für die südmandschurische Bahn aufgestellten Bedingungen. Die Fristen für den Betrieb der beiden Bahnlinien wurden durch den Vertrag vom 25. Mai 1915 auf 99 Jahre verlängert. Nur unter der Annahme der Gültigkeit des Vertragswerks vom 25. Mai 1915 war die Verpflichtung Japans zur Rückgabe der Feldbahn Antung–Mukden nicht fällig und es bestand für China vorläufig keine Möglichkeit zum Rückkauf der südmandschurischen Bahn.
Am 19. August 1909 unterzeichneten Vertreter Chinas und Japans in Mukden ein Memorandum, durch das die Streitigkeiten wegen der Antung-Mukden-Bahn faktisch beigelegt wurden. Den Bestimmungen des Übereinkommens zufolge sagte China der japanischen Regierung den erforderlichen Beistand beim Ausbau und der Umspurung der Eisenbahn zu und nahm alle Einwände gegen der Bau zurück.

## Schienenfahrzeuge
Die Schienenfahrzeuge waren sehr leicht gebaut: Kleine dreiachsige Baldwin-Lokomotiven mit einem Gewicht von 13,8 Tonnen zogen jeweils drei oder vier Wagen, die nur einen unbequemen Personentransport zuließen. Die gemischten Personen- und Güterzüge der Dampftrambahn führten 1909 nur ein kleines Coupé zweiter Klasse für 8 Fahrgäste mit sich. Wagen erster Klasse gab es nicht.
H. Frazar & Co erteilte den Baldwin Locomotive Works von Burnham, Williams & Co., Philadelphia, zwei Bestellungen für insgesamt 79 Lokomotiven für die Militär-Feldbahn Antung–Mukden und die Feldbahn Seoul–Fusan, die von Februar 1904 bis März 1905 in sechs Losen ausgeliefert wurden.
| Werksnummern der 762-mm-Feldbahn-Lokomotiven                                                                   | Lieferdatum    |
| --- | -------------- |
| Baldwin 24578–24579, 24592–24597, 24609–24613, 24624–24628, 24635–24637, 24642                                 | August 1904    |
| Baldwin 24653–24655                                                                                            | September 1904 |
| Baldwin 25215–25219, 25229–25230, 25265–25267, 25277–25278, 25285–25287, 25308–25309, 25322–25325, 25336–25341 | März 1905      |

## Normalpurbahnnetz mit Schmalspurbahn-Zubringern
Die japanische Regierung sah sich 1905 nach dem russisch-japanischen Vertrag von Portsmouth zwischen Japan und Russland veranlasst, Schienen und Schienenfahrzeuge für den geplanten Ausbau der Eisenbahn zu beschaffen. Wegen der militärischen Notwendigkeit, eine andere Spurweite als die russischen Strecken zu wählen, entschied sie sich für die Normalspurweite von 1435 mm und beschaffte sich eine große Menge amerikanischer Ausrüstung.
Die Umspurung der Bahnstrecke Antung–Mukden wurde Ende August 1909 begonnen und am 31. Oktober 1911 erfolgreich abgeschlossen. Um 1933 war die Normalspur-Strecke Mukden-Antung 273,75 km (170,1 Meilen) lang. Sie war Teil eines 704,4 km (437,7 Meilen) langen Netzwerks. Die wichtigsten Nebenstrecken waren:
- Port Arthur, 46,7 km (29 Meilen)
- Newchwang, 20,9 km (13,9 Meilen)
- Fushun, 49,6 km (30,8 Meilen)

Die Zweigstrecke nach Newchwang am linken Ufer des Liao-Flusses bot Zugang zu einem weiteren Hafen. Die Chinesische Staatsbahn betrieb eine Zweiglinie nach Newchwang am rechten Ufer des Flusses. Die Zweigstrecke nach Fushun, in der Nähe von Mukden, wurde zu den berühmten Fushun-Kohleminen gebaut. Von der Hauptstrecke zweigen mehrere Schmalspurstrecken ab, die zu wichtigen Minen oder Handelszentren führen. Die Südmandschurische Eisenbahn stand im Mittelpunkt der japanischen Interessen in der Mandschurei und wurde zu einem der wichtigsten Faktoren bei der Lösung der Probleme im Fernen Osten.
Wer bedenkt, dass der Güterverkehr im Jahr 1929 etwa 50.000.000 $ (in amerikanischer Währung) und der Personenverkehr über 8.000.000 $ betrug, kann die Rolle der normalspurigen Südmandschurischen Eisenbahn und ihre lebenswichtige Bedeutung für Japan ermessen.